# Xuanwen Jun
Xuanwen Jun, på engelska kallad Song, Lady Xuanwen, född 283, död efter 362, var en kinesisk författare. Hon är känd för sina diktverk i klassisk konfuciansk stil, känd som Zhou li eller Zhou guan.